# San Dorligo della Valle
San Dorligo della Valle (Deutsch und slowenisch Dolina) ist eine Gemeinde in der italienischen Region Friaul-Julisch Venetien.
In der Gemeinde leben 5678 Einwohner (Stand 31. Dezember 2023), von denen ca. 70 % slowenischsprachig und knapp 30 % italienischsprachig sind.
Zu den Ortschaften von San Dorligo della Valle zählen Bagnoli della Rosandra (Boljunec), Bagnoli Superiore (Gornji konec), Bottazzo (Botač), Caresana (Mačkolje), Crociata (Križpot), Domio (Domjo), Draga, Francovez (Frankovec), Grozzana (Gročana), Hervati (Hrvati), Lacotisce (Lakotišče), Log, Mattonaia (Krmenka), Moccò (Zabrežec), Monte d’Oro (Mont), Pesek, Prebeneg, Puglie (Pulje), Sant’Antonio in Bosco (Boršt), San Giuseppe della Chiusa (Ricmanje) und San Lorenzo (Jezero).

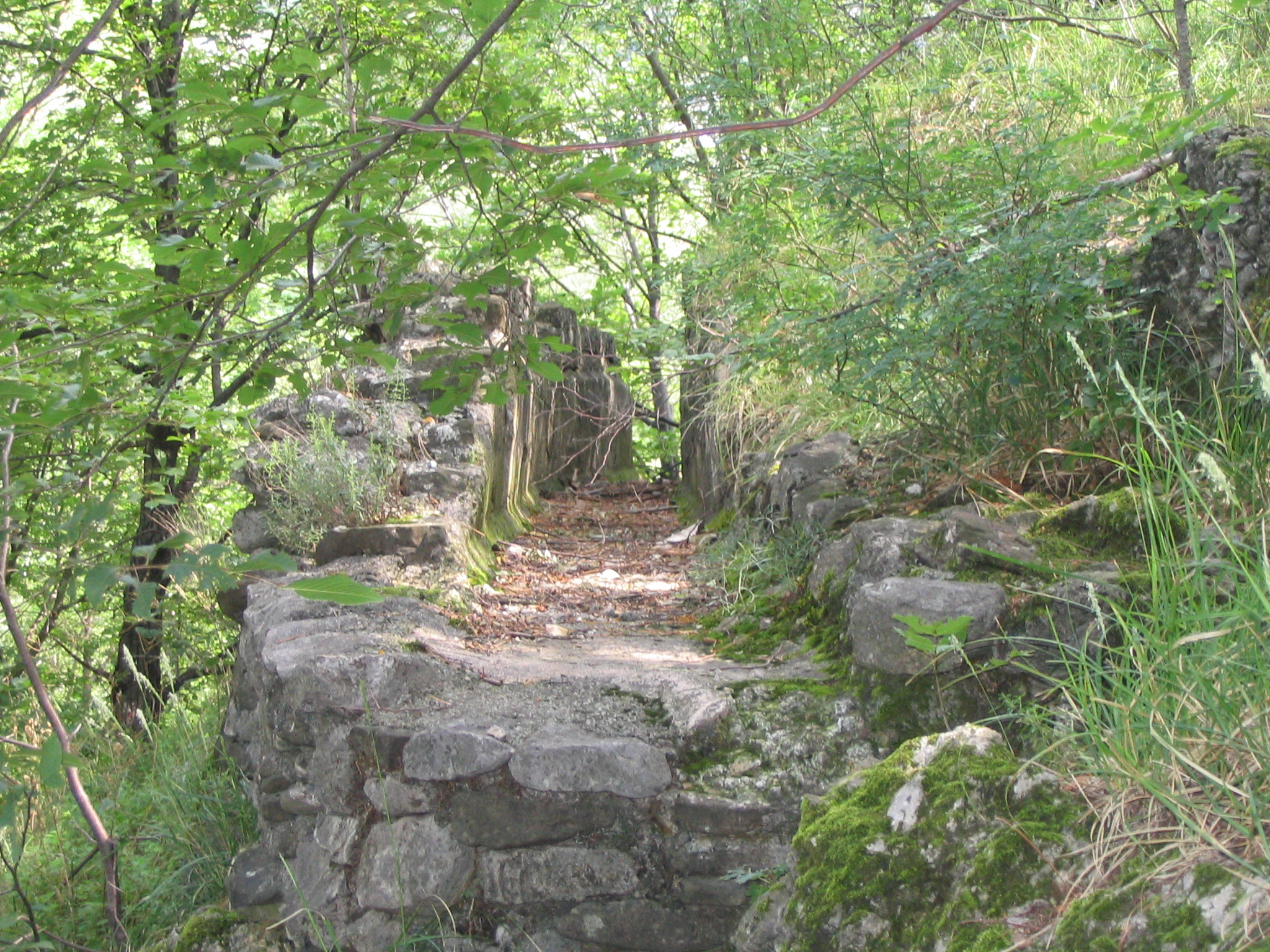
Überreste des römischen Aquädukts

## Geschichte
In dem Gebiet von San Dorligo della Valle sind Spuren des Menschen aus vorchristlicher (Grotta della Galleria), frühchristlicher (Burgen von Monte S. Michele und Monte Carso) und römischer Zeit (Aquädukt der Stadt Triest) sowie aus dem Mittelalter (Burgruine in Moccò) zu finden.
Zur Zeit des Freien Territoriums Triest gehörte der Ort zur sogenannten Zone A, bis 2017 zur Provinz Triest.

## Sehenswürdigkeiten
In der Nähe der Ortschaft Bagnoli della Rosandra befindet sich das Rosandratal (Val Rosandra/Dolina Glinščice), ein von dem gleichnamigen Fluss durchschnittenes Tal, in dem sich Überreste der alten römischen Wasserleitung von Triest befinden.